# Governatorato di Ma'an
Il governatorato di Maʿān è uno dei dodici governatorati della Giordania. Il capoluogo è la città di Maʿān.
È il governatorato più esteso di tutta la Giordania, ma anche il meno densamente abitato, corrispondente al territorio della Nabatea.

## Geografia antropica

### Suddivisioni amministrative
Il governatorato è suddiviso in quattro distretti:
|   | Distretto                      | Nome in arabo لواء ‎?, (Liwāʾ) | Suddivisioni                                                  | Capoluogo     |
| - | ------------------------------ | ----------------------------- | ------------------------------------------------------------- | ------------- |
| 1 | Dipartimento della Capitale    | لواء قصبة معان                | include la città di Ma'an e 56 tra città e villaggi limitrofi | Ma'an         |
| 2 | Governatorato di Petra         | لواء البتراء                  | 19 tra città e villaggi                                       | Wadi Musa     |
| 3 | Governatorato di Shubak        | لواء الشوبك                   | 27 tra città e villaggi                                       | Shubak        |
| 4 | Governatorato di al-Husayniyya | لواء الحسينية                 | 8 tra città e villaggi                                        | al-Husayniyya |